# Jusapol
Jusapol (acrònim de Justícia Salarial Policial) és una associació espanyola d'ultradreta formada per agents del Cos Nacional de Policia i de la Guàrdia Civil, de totes les seves escales i categories. El seu president, a febrer de 2019, és Nathan Espinosa.

## Inicis
El projecte es va iniciar en la Comissaria de Palència per un grup de Policies Nacionals, la majoria d'ells destinats en Seguretat Ciutadana, amb la pretensió de reivindicar que la Policia Nacional i la Guàrdia Civil cobrin el mateix sou que la resta de policies autonòmiques, com a Mossos d'Esquadra, Ertzaintza i policies locals. Entre les seves reivindicacions, a més de l'equiparació de sous amb les policies autonòmiques, plantegen que la paga extra sigui com en altres cossos, doble i no complementària, més una millora en la remuneració de les hores extra, i no perdre poder adquisitiu en la jubilació.
En els seus primers moviments de reivindicació van lliurar 550.000 signatures per demanar l'equiparació salarial amb la finalitat de promoure una Iniciativa Legislativa Popular, amb l'excusa que s'havia deixat fora de l'acord d'equiparació signada pels sindicats policials i les associacions de la Guàrdia Civil i en Ministeri de l'Interior a més de 13000 agents en segona activitat i reserva, així com l'abonament d'hores extraordinàries i jubilacions, si bé, en el text d'aquesta ILP presentada no fan cap referència alna dels motius argumentats per a la seva presentació. No parlen ni de segona activitat ni reserva, ni d'hores extraordinàries, ni de la jubilació.
El 13 de novembre de 2018, el congrés va aprovar regular la Llei d'equiparació salarial, sent reconegut per part del seu president que l'aprovació de la ILP venia a afermar l'acord signat pels sindicats i associacions en el qual es preveu una llei de retribucions.
Amb l'aprovació a tràmit de la ILP, Jusapol s'assegura fins a 300.000 euros de finançament, encara que l'aprovat ja ve reflectit en l'acord d'equiparació.

## Jupol i Jucil
Després d'acceptar de forma unilateral, alguns sindicats de la Policia Nacional i algunes associacions professionals de la Guàrdia Civil l'acord que anuncien com a "equiparació" amb el ministre d'Interior Juan Ignacio Zoido, és tal el malestar en el si de la Policia Nacional i de la Guàrdia Civil que dins del moviment Jusapol neix un sindicat policial sota les sigles de JUPOL (Justícia Salarial Policial) i una associació professional de Guàrdies Civils, sota les sigles de JUCIL (Justícia per a la Guàrdia Civil) convertint-se, amb prou feines dos mesos després de la seva creació, en el segon sindicat en nombre d'afiliats a escala nacional.
L'únic sindicat representatiu, Alternativa Sindical de Policia (ASP), que sotmet a votació entre els seus afiliats l'acord amb el ministeri, així com l'única associació professional de la Guàrdia Civil, IGC Independents de la Guàrdia Civil, que també du a terme una votació perquè els seus associats decideixin si accepten l'acord de la resta de sindicats i associacions, ambdues organitzacions després d'escoltar de forma democràtica a les seves bases, no accepten l'acord del'ministeri de l'Interior, per no ser considerat equiparació, per aquest motiu són expulsades per Interior de les últimes negociacions així com de la signatura de l'acord.

## Manifestacions i concentracions
- 15 de setembre de 2017: Primera Taula de Palència de Jusapol i concentració posterior.[13]
- 28 de setembre de 2017: Concentracions en delegacions i subdelegacions de govern de tot Espanya.[14]
- 6 d'octubre de 2017: Manifestació multitudinària a Madrid.[15]
- 27 d'octubre de 2017: Concentració en delegacions i subdelegacions de govern d'Espanya.[16]
- 18 de novembre de 2017: Manifestació a Madrid.[17]
- 20 de gener de 2018: Manifestació a Barcelona.[18]
- 10 de novembre de 2018: Manifestació a Barcelona.[19]

## Polèmica
Alguns sindicats de les forces de seguretat reaccionen durament contra aquesta associació per la seva estratègia de mobilització i pel seu acostament a la dreta espanyola com a Ciutadans i Vox afirmacions publicades en mitjans de comunicació citant fonts anònimes i sense contrastar la seva informació, per la qual cosa JUSAPOL ha presentat les corresponents demandes judicials.
La majoria de sindicats policials i d'associacions de guàrdies civils s'han desmarcat de l'estratègia de Jusapol, per considerar-la inoportuna i populista. Afirmen que l'essència d'aquesta organització ha desaparegut des dels seus inicis. En un mitjà digital han dit que Jusapol és l'ovella negra de la Policia Nacional.
En els actes de Barcelona, partits polítics independentistes han tractat de boicotejar les manifestacions de Jusapol, per considerar-les una provocació.
Mitjans de premsa, com el diari elplural.com publiquen que Membres de Jusapol insulten a Puigdemont enfront de casa seva.
Mitjans de premsa publiquen que el marit de Begoña Villacís (Ciutadans) va ser qui va elaborar el full de ruta d'aquesta associació sindical i el seu bufet es va beneficiar de la campanya.